# 41. п. н. е.

## Догађаји
- Египатска краљица Клеопатра VII долази у Тарс како би се срела са Марком Антонијем и успоставила нови политички савез. Антоније прихвата њену понуду и постаје њен љубавник, приставши да је прати у Александрију, где ће провести зиму. Како би јој исказао верност, на њен наговор, он наређује погубљење њене полусестре Арсиноје, која је дотле уживала азил у Артемидином храму у Ефесу.